# Whatever Happened to Slade
Whatever Happened to Slade è il settimo album in studio del gruppo rock inglese Slade, pubblicato nel 1977.

## Tracce
1. Be – 3:59
2. Lightning Never Strikes Twice – 3:08
3. Gypsy Roadhog – 3:23
4. Dogs of Vengeance – 2:48
5. When Fantasy Calls – 3:23
6. One Eyed Jacks With Moustaches – 3:20
7. Big Apple Blues – 4:38
8. Dead Men Tell No Tales – 3:38
9. She's Got the Lot – 4:34
10. It Ain't Love But It Ain't Bad – 3:09
11. The Soul, the Roll and the Motion – 4:36

## Formazione
- Noddy Holder - voce, chitarra
- Dave Hill - chitarra
- Jim Lea - basso
- Don Powell - batteria